# Friedrich Wilhelm von Leysser
Friedrich Wilhelm von Leysser (* 7. März 1731 in Magdeburg; † 10. Oktober 1815 in Halle (Saale)) war ein königlich preußischer Beamter sowie ein anerkannter Botaniker.
Sein botanisches Autorenkürzel lautet „Leyss.“

## Leben und Wirken

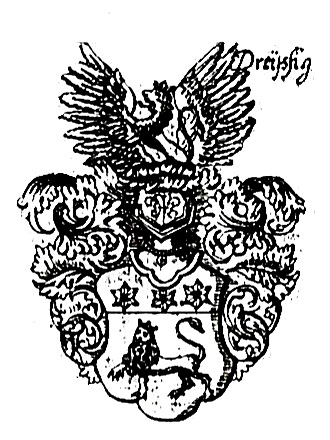
Wappen der Dreißig. Patrizische Herkunftsfamilie mütterlicherseits.

Er entstammte väterlicherseits der sächsischen Linie des alten Geschlechts Leyser, war Sohn des Polykarp Friedrich von Leyser (1690–1767) und der Christiane Charlotte Dreyssig (1708–1780), einer Tochter des Kramermeisters und Pfänners in Halle, Johannes Dreyßig, sowie Enkel des Magdeburger Syndikus Friedrich Wilhelm Leyser strebte zunächst ebenso wie sein Vater und Großvater eine juristische Laufbahn an. Dabei wurde er als preußischer Beamter ebenso wie sein Vater zum Kriegs- und Domänenrat befördert sowie darüber hinaus auch Direktor des Salzamtes in Halle.
Seinen Neigungen entsprechend entschied er sich aber frühzeitig zur zusätzlichen Ausbildung in der Botanik. Bereits zwischen 1758 und 1765 in Halle trat er als Dozent auf diesem Gebiet in Erscheinung. Seine Schwerpunkte lagen dabei auf der Erforschung von Algen, Bryophyta (Laubmoosen), Fungi (Pilze), Lichen (Flechten) und Spermatophyta (Samenpflanzen). Darüber hinaus machte er sich einen bedeutenden Ruf als Mineraloge und betätigte sich als Mineraliensammler auch besonders in Auftrag der Markgräfin von Baden, Karoline Luise von Hessen-Darmstadt. Seine eigene in rund 60 Jahren zusammengetragene mineralogische Sammlung umfasste dabei zeitweise mehr als 10.000 Exemplare und wurde ihm später abgekauft. Danach galt sie als verschollen.
Mit dem schwedischen Naturwissenschaftler Carl von Linné stand Leysser in einem regen Brief- und Meinungsaustausch. In seinem Hauptwerk „Flora Halensis“ publizierte Leysser die Artenvielfalt der heimischen Flora, wobei er hier als Erster auch die Nomenklatur Linnés verwendete, allerdings dabei nicht die heute bekannten binären Kurzformen anführte, die Linné selbst als Trivialnamen bezeichnete und als Notlösung für den praktischen Gebrauch ansah, sondern die ursprünglichen und ausführlichen Langnamen. Von den in diesem Werk mehr als 100 von Leysser beschriebenen Pflanzen wurden etwa 40 erstmals der Hallischen Flora zugeordnet, weitere rund 40 als Varietät aufgeführt sowie fast 20 Korrekturen an bestehenden Pflanzenbeschreibungen vorgenommen. Dabei wurden für Leyssers eigene Entdeckungen das Kürzel „Leyss.“ verwendet.
Zwischenzeitlich trat Leysser der Gesellschaft Naturforschender Freunde zu Berlin bei und wurde zum ersten Präsidenten der am 3. Juli 1779 neu gegründeten „Naturforschenden Gesellschaft zu Halle“ gewählt. Nach Leyssers Tod setzte Albrecht Wilhelm Roth dessen botanische Studien fort.

## Ehrungen
Die Pflanzengattungen Leysera L. und Oreoleysera K.Bremer aus der Familie der Korbblütler (Asteraceae) sind nach ihm benannt worden. Leysera tritt in drei Arten auf. Eine Art (Leysera leyseroides (Desf.) Maire) kommt von Nordafrika bis zur Arabischen Halbinsel dem Nahen Osten sowie in Spanien und Pakistan (Baluchistan) vor, wogegen die beiden anderen Arten nur in der Capensis beheimatet sind.

## Werke (Auswahl)
- Botanica in originali, seu, Herbarium vivum,…, Johann Hieronymus Kniphof, F. W. v. Leysser, Halle/Magdeburg, 1757–67
- Flora Halensis, exhibens plantas circa halam salicam crescentes secvndvm systema sexvale Linneanvm distribvtas, Halae Salicae : Taeubel, 1761
- Mineralogische Tabellen, nach Richard Kirwans Mineralogie entworfen, nebst einem Anhange von Versteinerungen, Halle : Hemmerde, 1787 Digitalisat
- Verzeichnis der von ihm gesammelten Mineralien. Mit mineralogischen Bemerkungen. Halle, Hendel 1806, Band 1

## Von Leysser beschriebene Pflanzen (Auswahl)
- Bromus inermis Leyss., (Wehrlose Trespe, Süßgras)
- Carex humilis Leyss. (Erdsegge)
- Ganoderma lucidum Leyss. ex Fr., (Glänzender Lackporling, Pilz), Karst
- Nasturtium palustre (Leyss.) DC. (Brunnenkresse)